# Massimo Casanova (cestista)
Massimo Casanova (Monza, 31 agosto 1956) è un ex cestista italiano.
Giocatore con buona visione di gioco e ottimo tiro dalla distanza, ha militato in diverse squadre, nel ruolo di playmaker, sia nella massima serie, sia poi in serie B. Ha avuto la possibilità di usufruire del tiro da tre punti, una delle sue specialità, soltanto nella parte conclusiva della sua carriera, a seguito della sua introduzione nel campionato italiano a partire dalla stagione Serie A1 1984-1985.

## Carriera
Cresciuto nella Forti e Liberi di Monza con la quale ha disputato il suo primo campionato in serie B nella stagione 1974-1975, approda nel 1975 in serie A, a Bologna, sponda Fortitudo, sotto la guida prima di Aza Nikolić, poi di John McMillen. Con la Fortitudo (sponsor prima Alco, poi Mercury) gioca 4 stagioni, la prima in serie A2 con promozione in A1, le tre successive in serie A1. Nella stagione 1976-77 la Fortitudo, forte di giocatori quali Fessor Leonard, Marco Bonamico, Fulvio Polesello, Carlos Raffaelli, si qualifica al 3º posto in campionato, battendo nella finale la Pallacanestro Cantù di Marzorati e Recalcati, ed arriva ad un passo dalla conquista della Coppa Korać, perdendo per soli 3 punti una contestatissima finale a Genova contro la Jugoplastika Spalato, che poteva avvalersi di diversi giocatori militanti nella nazionale Jugoslava.

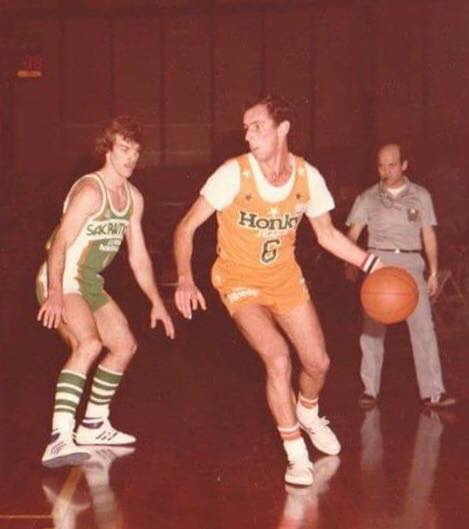
Massimo Casanova (a destra) con la maglia della Fabriano (Honky) nella partita Fabriano - Rimini

Nell’ultima stagione a Bologna, conclusasi con la retrocessione in A2, Casanova risulta tra i migliori tiratori da fuori della serie A1.
Nella stagione 1979-80 gioca in A1 nella Scavolini Pesaro, quella di Joe Pace, conquistando la salvezza in uno spareggio a Milano., vincendo di un solo punto contro la Superga Mestre di Harthorne Wingo e compagni.
La stagione successiva, 1980-81, va alla corte di Alberto Bucci a Fabriano (ai tempi con sponsor Honky), giocando un eccellente campionato da protagonista in A2, in una squadra di grande collettivo e forti americani quali Mark Crow e Al Beal, sfiorando la promozione in A1. Quindi gioca una stagione alla Mens Sana Siena (sponsor Sapori), sotto la guida di Tonino Zorzi, compagno George Bucci, e quindi un ultimo campionato di A2 a Livorno, sponda Pallacanestro Livorno (ai tempi con sponsor Rapident), con Larry Gibson, Renzo Tombolato, Sandro Dell'Agnello ed altri.
Milita quindi tre anni nella S.S. Lazio Basket a Roma, in serie B, avendo come coach Giulio Iellini, e quindi conclude da protagonista la sua carriera nel Celana Basket Bergamo, sempre in B, coronando con una promozione in B1 l’ultima stagione, battendo i rivali cugini della Mauri Basket Treviglio in un combattutissimo playoff.
Nel 1977 con la Nazionale Militare conquista il terzo posto e la medaglia di bronzo ai Campionati mondiali militari a Teheran (Iran).